# Словотвірний розбір
Словотвірний розбір - різновид лінгвістичного розбору, мета якого полягає у визначенні способу  словотворення конкретного  похідного слова і виявленні ступеня його похідності.
Словотвірний аналіз може бути частковим і повним.
Мета часткового аналізу  полягає у встановленні  способу словотворення  конкретного похідного слова  шляхом зіставлення його з  твірним у рамках словотвірної пари для виявлення  словотворчого форманта як протичлена словотвірної бази (мотиватора).
Мета повного аналізу  полягає у встановленні  "дериваційної історії" конкретного похідного шляхом визначення його місця в  словотвірному ланцюжку. 

## Термінологія словотвірного розбору
Основа  базова (твірна)  –  основа твірного  слова,  що послужила формально-семантичною  базою  для словотворення певного похідного.
Афікс (від лат.  affixus  – прикріплений)  –  службова (факультативна, необов’язкова) морфема, що є носієм додаткового словотвірного або граматичного значення, приєднується до кореня або іншої службової морфеми.
Спосіб словотворення — прийом  зміни твірного слова або словосполучення (його морфемної будови, звукового складу, лекс. значення), внаслідок чого утворюється нова похідна одиниця. 

## Алгоритм словотвірного розбору
1. Аналізоване слово.
2. Лексичне значення аналізованого слова.
3. Твірне слово (найближче за лексичним значенням до похідного,що є для нього мотивуючим).
4. Твірна основа (виділити у похідному слові спільну частину з основою твірного слова).
5. Визначити словотворчий засіб( формант) (афікс, яким похідне слово відрізняється від твірного).
6. Визначити спосіб творення. 

### Зразок  розбору
Безмежний
1.Аналізоване слово – безмежний.
2. Лексичне значення – той, що не має межі.
3. Твірне слово – межа (іменник).
4. Твірна основа –меж- .
5. Словотворчі афікси: префікс без- і суфікс -н-.
6. Спосіб словотворення – морфологічний, афіксальний, суфіксально-префіксальний (конфіксальний).